# Nöttens
Nöttens ist ein Wohnplatz im Wittmunder Ortsteil Hovel. Seine Geschichte geht, obwohl er immer nur aus wenigen Einwohnern und Gebäuden bestand, vermutlich auf die karolingische, eventuell sogar auf die vorkarolingische Zeit zurück. Die kleine Ortschaft wird in plattdeutschen Sprichwörtern erwähnt.

## Name
Der Ortsname Nöttens ist zum ersten Mal als tho Nottenß für 1589 dokumentiert. Die heutige Schreibweise ist ab 1787 belegt. Arend Remmers vermutet, dass sich der Name des Ortes von Rufnamen wie Nette oder Notte herleitet. Die Endung (vergleiche Tettens, Wiesens, Popens und andere) verweisen auf das altfriesische Kollektivsuffix -ingi.

## Lage
Nöttens liegt etwa drei Meter über N.N. auf Geestland. Der Wohnplatz befindet sich nordwestlich des Leerhafer Ortsteils Isums und nördlich der Hoveler Ortschaft Till. Im Westen wird der Wohnplatz durch den Flusslaufs der Harle begrenzt, im Osten durch die Nöttenser Leide, die nördlich von Nöttens in die Harle einmündet. Erreichbar ist Nöttens über den Nöttenser Weg, der bei Till von der Uthörner Straße in nördlicher Richtung abzweigt und kurz hinter Nöttens endet. Eine direkte Anbindung an den öffentlichen Nahverkehr besteht nicht.

## Geschichte
Der Germanist und Ortsnamenforscher Gerhart Lohse (1914–2001) vermutete, dass es sich bei Nöttens (wie bei Moens und eventuell auch bei Isums) um eine Siedlung aus vorkarolingischer (vor 800) oder karolingischer Zeit (751–919) handelt. Die Historikerin Almuth Salomon (1932–2018) gab aber zu bedenken, dass nicht alle friesischen Ortschaften mit der erwähnten Namensendung aus der genannten Periode stammen müssen.
Aus den 1530er Jahren stammt ein Dolch, der im März 1934 von einem Arbeitstrupp des nationalsozialistischen Reichsarbeitsdienstes bei Erdarbeiten in Nöttens zutage gefördert worden ist. Neben dem Dolch, der eine Dreifachklinge besitzt und kunstvoll gearbeitet ist, wurden weitere Gegenstände gefunden, darunter auch ein spätmittelalterliches Hufeisen. Eine anschließende Untersuchung ergab, dass es sich bei dem Dolch um einen sogenannten Reiterdolch handelt. Die Fundstelle lag ganz in der Nähe einer ehemaligen Furt, durch die das heute als Harle bekannte Fließgewässer durchquert werden konnte.
Das Brücheregister des Amtes Friedeburg verzeichnet für das Jahr 1589 einen gewissen „Harmen Smidt tho Nottenß“, über den ansonsten nichts bekannt ist; weder der Grund noch die Höhe der Geldstrafe werden erwähnt. Es ist aber anzunehmen, dass es sich bei der hier geahndeten Straftat nicht um ein Kapitalverbrechen handelte. Verhängt wurden solche Strafen von einem Landrichter, der von Zeit zu Zeit in den Kirchspielen einen Gerichtstag abhielt. Zu Geldbußen oder Geldstrafen verurteilte Straftäter wurden in das erwähnte Brücheregister eingetragen.
Im Jahr 1780 wurde die Gemeinde Leerhafe-Hovel von einer Pockenepidemie heimgesucht, der viele Menschen zum Opfer fielen. Unter den 22 unter 13-jährigen Kindern war auch der nur 19 Wochen alte Säugling Harm Mukker.
Im März des Jahres 1868 wurde im Bereich der „Post-Expedition in Wittmund“ die „Landbriefbestellung“  eingeführt. Damit stellte der Landbriefträger auch in Nöttens einmal täglich (außer am Sonntag) die Post zu.
Von 2009 bis 2015 wurde die bis dahin stark kanalisierte Harle wegen Überschwemmungsgefahr bei Starkregen vertieft und gleichzeitig verbreitert. Beiderseits des Flusses legte man kleine Seen und Nebenarme an, die auch in ökologischer Hinsicht Bedeutung haben. Eine der ersten Maßnahmen, die die Sielacht Wittmund in diesem Zusammenhang durchführte, lag im Bereich des Wohnplatzes Nöttens.

### Entwicklung des Wohnplatzes
| Jahr | Häuser          | Einwohner     | Quelle |
| ---- | --------------- | ------------- | ------ |
| 1824 | keine Angaben   | 11            | online |
| 1848 | 2 Höfe          | keine Angaben | online |
| 1852 | „einzelne Höfe“ | keine Angaben | online |
| 1873 | 2               | 16            | online |
| 1885 | „Einzelhöfe“    | keine Angaben | online |
| 1887 | „Höfe“          | 16            | online |
| 2012 | „Wohnplatz“     | 13            | online |

### Verwaltung
In kommunaler Hinsicht war Nöttens seit alters her mit dem Dorf Hovel verbunden. Im 19. Jahrhundert war es deshalb auch Teil einer Bauerschaft innerhalb des Kirchspiels Leerhafe, die aus Hovel, Rispel und Leerhafe bestand und die sich im weiteren Verlauf des Jahrhunderts zu einer „Sammtgemeinde“ entwickelte, in der jede der drei Dörfer über eine gewisse politische Eigenständigkeit verfügte. Kommunalpolitische Differenzen führten dazu, dass 1901 Hovel mit Nöttens und seinen anderen Ortsteilen und Wohnplätzen sich aus der Samtgemeinde herauslöste und unter dem Namen „Gemeinde Hovel“ die Selbständigkeit erhielt. Das Leerhafer Standesamt sowie die dortige Armenverwaltung blieben aber weiterhin für Hovel zuständig. Im Zuge der Kommunalreform wurde Hovel – und damit auch Nöttens – am 16. August 1972 Teil der Stadt Wittmund.
In kirchlicher Hinsicht gehörte Nöttens zur Leerhafer Cäcilien- und Margarethenkirche.

## Nöttens in plattdeutschen Sprichwörtern
Der Ortsname Nöttens kommt auch in zwei ostfriesischen Sprichwörtern unbekannten Alters und unbekannter Herkunft vor:
- „Ga na Nöttens un lehr 't Gosewaren!“ (übersetzt: „Geh' nach Nöttens und lerne das Gänsehüten!“[20]) Es handelt sich dabei vermutlich um eine ironische Aufforderung, mit der Schulmeister lernunwillige Schüler ansprachen.
- „De mut na Nöttens und seggen de Keselefern an“. Der ursprüngliche Wortlaut, die Übersetzung sowie der Sinn dieses Sprichworts bleiben im Dunkeln. Das Wort „Keselefern“ zum Beispiel findet sich nicht in den einschlägigen ostfriesischen Wörterbüchern. Es könnte etwas mit der Auslieferung von Käse zu tun haben. Da Nöttens im geografischen Umfeld für seine Käseproduktion bekannt war, wäre dann die mögliche Bedeutung: „Der muss nach Nöttens und dort Käselieferungen ankündigen!“ Das ergäbe einen ähnlichen Sinn wie die Redewendung „Eulen nach Athen tragen“.[21]